# 普兰王系
普兰王系，是吐蕃分裂时期的一个王系。在今西藏自治区普兰县一带。
843年，吐蕃王朝赞普朗达玛被杀，吐蕃分裂，其子俄松据有山南地区。905年，俄松被毒死，其子贝考赞逃到日喀则。923年，贝考赞被平民起义军杀死，贝考赞长子扎西孜巴贝占据江孜地区；次子吉德尼玛衮占据阿里、普兰地区，娶当地头人女儿为妻，称王。吉德尼玛衮让其三个儿子分据各地，长子班吉衮据湖泊环绕的地方拉达克地区，次子德祖衮据岩石环绕的地方古格地区，三子扎西衮据雪山环绕的地方普兰地区，分别建立了后吐蕃王朝的拉达克王系、古格王系、普兰王系，藏史称为“拉堆三衮”或“阿里三围”，成为西藏西部三个割据政权。其后，普兰王系被古格王系吞并。